# Eau et assainissement au Bénin
 (juillet 2022).
L'approvisionnement en eau potable et l'assainissement au Bénin ont fait l'objet de progrès significatifs depuis les années 1990, en particulier dans les zones rurales, où la couverture est plus élevée que dans de nombreux autres pays africains, et où presque tous les partenaires du développement suivent une stratégie nationale répondant à la demande, qui a été adoptée en 1992. De nouvelles stratégies visant à accroître l'approvisionnement en eau dans les zones rurales et urbaines ont été adoptées en 2005 et 2006. Les tarifs dans les zones urbaines et rurales sont généralement assez élevés pour couvrir les coûts d'exploitation et de maintenance des infrastructures,.
Cependant, des défis subsistent. Un cadre institutionnel cohérent a été développé pour les zones rurales et des projets ont été mis en œuvre avec une aide importante de bailleurs de fonds extérieurs. Les responsabilités en matière d'approvisionnement en eau ont été définies dans une stratégie nationale en 2007 et la société nationale SONEB reçoit un soutien important en termes d'investissement et d'assistance technique. L'assainissement reçoit moins d'attention. Le traitement des eaux usées n'existe pratiquement pas.
Afin d'atteindre les Objectifs du Millénaire pour le Développement (OMD) concernant l'eau et l'assainissement, le ministère de l'économie et des finances estime que 80 millions de dollars US et 22 millions de dollars US, respectivement, sont nécessaires par an de 2006 à 2015,. À titre de comparaison, moins de 10 millions de dollars par an ont été investis dans l'approvisionnement en eau et assainissement dans les zones rurales où vit 55 % de la population béninoise. Aucun chiffre n'est disponible sur les investissements réels dans les zones urbaines. Très probablement, les investissements devraient augmenter de manière multiple afin d'atteindre les OMD.

## Accès
En 2015, au Bénin 78 % de la population avait accès à une eau "améliorée", 85 % et 72 %, respectivement en milieu urbain et rural. En 2015, ils étaient encore environ 2 millions à ne pas avoir accès à une eau "améliorée". Concernant l'assainissement, 20 % de la population avait accès à un assainissement "amélioré", 36 % et 7 %, respectivement en milieu urbain et rural,.
Selon le Programme conjoint de surveillance de l'Organisation mondiale de la santé et de l'UNICEF, les trois quarts de la population béninoise avaient accès à une source d'eau améliorée en 2008, tandis que 12 % avaient accès à un assainissement amélioré. La part est passée de 63 % concernant l'eau et de 5 % concernant l'assainissement en 1990. La couverture dans les zones urbaines est considérablement plus élevée que dans les zones rurales.
| Accès à l'eau et à l'assainissement au Bénin (2008) | Accès à l'eau et à l'assainissement au Bénin (2008) | Accès à l'eau et à l'assainissement au Bénin (2008) | Accès à l'eau et à l'assainissement au Bénin (2008) | Accès à l'eau et à l'assainissement au Bénin (2008) |
|                                                     |                                                     | Urbain (41 % de la population)                      | Rural (59 % de la population)                       | Total                                               |
| --------------------------------------------------- | --------------------------------------------------- | --------------------------------------------------- | --------------------------------------------------- | --------------------------------------------------- |
| Eau                                                 | Source d'eau améliorée                              | 84 %                                                | 69 %                                                | 75 %                                                |
| Eau                                                 | Tuyauterie sur place                                | 26 %                                                | 2 %                                                 | 12 %                                                |
| Assainissement                                      | Amélioration de l'assainissement                    | 24 %                                                | 4 %                                                 | 12 %                                                |

| Données                                                               | Données |
| --------------------------------------------------------------------- | --- |
| Couverture en eau                                                     | (Amélioration) 75 % (2010) |
| Couverture en assainissement                                          | (Amélioration) 12 % (2010) |
| Continuité de l'approvisionnement                                     | 24 heures à Cotonou, mais dépendant de l'électricité |
| Consommation moyenne d'eau en milieu urbain (l/c/d)                   | 29 |
| Tarif moyen de l'eau et de l'assainissement en milieu urbain (US$/m3) | 0.41 pour les cinq premiers m³ |
| Part des compteurs domestiques                                        | Non applicable |
| Investissement annuel                                                 | inférieur à 2 USD/habitant dans les zones rurales (1999-2002) |
| Part de l'autofinancement par les services publics                    | Exploitation et maintenance: Elevée,. |
| Part du financement par l'impôt                                       | Indisponible |
| Part du financement externe                                           | Elevé |
| Institutions                                                          | |
| Décentralisation vers les communes                                    | Pour les zones rurales depuis 1999 |
| Société nationale d'eau et d'assainissement                           | Société nationale des eaux du Bénin (SONEB) |
| Régulateur de l'eau et de l'assainissement                            | Aucun |
| Responsabilité de la définition des politiques                        | Eau : Ministère des mines, de l'énergie et de l'eau ; Assainissement : Autorité chargée de l'hygiène et de l'assainissement de base sous l'égide du ministère de la Santé. |
| Loi sur le secteur                                                    | oui, mais inefficace |
| Nombre de prestataires de services urbains                            | 1 |
| Nombre de prestataires de services ruraux                             | indisponible |

Des différences significatives dans la couverture de l'approvisionnement en eau ont été constatées entre les régions. La situation dépend de l'accessibilité aux eaux souterraines, de l'orientation géographique des programmes d'investissement des donateurs et de la demande effective des habitants d'une communauté ou d'une région. Dans les zones urbaines, le manque d'accès à l'eau potable est surtout concentré dans les périphéries des villes.
Le gouvernement utilise une autre définition de l'accès, selon laquelle la couverture de l'approvisionnement en eau était de 50 % dans les zones urbaines et périurbaines et de 41 % dans les zones rurales et semi-urbaines en 2005. La revue annuelle du secteur de l'eau pour l'exercice 2009 indique un accès de 55,1 % pour les zones rurales et 57 % pour les zones urbaines. Afin d'atteindre les OMD, la stratégie du gouvernement national est d'augmenter la couverture à 75 % dans les zones urbaines et périurbaines et 67,5 % dans les zones rurales et semi-urbaines d'ici 2015. En ce qui concerne l'assainissement, le ministère du Développement économique et financier a indiqué qu'en 2003, 67 % de la population ne disposait pas d'installations adéquates pour l'élimination des excréments. L'examen annuel du secteur a indiqué que l'accès des ménages aux installations sanitaires était de 39,4 % et de 71,6 % pour les enfants scolarisés en 2009.

### Définition des zones urbaines et rurales
Comme dans d'autres pays, le secteur béninois de l'approvisionnement en eau est divisé en un secteur urbain et un secteur rural, puis il est envoyé aux pauvres. Cependant, dans les documents, les zones rurales incluent les zones semi-urbaines et les zones urbaines incluent les zones périurbaines. En 2002, les zones rurales et semi-urbaines étaient définies comme des agglomérations de moins de 10 000 habitants et 22 villes secondaires de plus de 10 000 habitants, tandis que les autres zones étaient appelées urbaines et périurbaines.

## Qualité du service

### Continuité d'approvisionnement
Les investissements substantiels dans la région du Grand Cotonou n'ont pas été réalisés depuis 1991. La demande en eau en croissance rapide (6 à 8 % par an) dépasse la capacité de conception réelle des champs de captage, des deux usines de traitement et du système de distribution. Il en résulte une faible pression d'eau. Ce qui limite souvent la consommation dans les zones périphériques. L'approvisionnement en eau à Cotonou est généralement disponible 24 heures sur 24. Mais le système est durement touché par les coupures d'électricité de la Société béninoise d'électricité et d'eau. Environ 50 % de la demande en électricité des groupes motopompes peut être fournie par des groupes électrogènes pour remplir le réseau de canalisations et ses châteaux d'eau. Les pannes de courant fréquentes réduisent la fiabilité du système. Cependant, d'importants travaux d'extension sont financés et programmés depuis 2007/2008 avec l'appui des principaux bailleurs de fonds ( Banque ouest-africaine de développement, Banque européenne d'investissement, KfW Entwicklungsbank, Pays-Bas). La mise en œuvre est en cours (voir ci-dessous).

### Qualité de l'eau potable
Il n'y a pas eu d'évaluation générale de la qualité de l'eau au Bénin. Dans le cadre d'une étude qui a analysé l'approvisionnement en eau dans les zones périurbaines de Cotonou, des échantillons d'eau ont été prélevés dans des kiosques à eau, chez un vendeur d'eau, dans un puits communal et au lac Nokoué dans les quartiers périurbains de Ladji et Vossa à Cotonou. L'étude conclut que les échantillons provenant des kiosques à eau et du vendeur d'eau étaient de bonne qualité. Les vendeurs d'eau privés raccordés au réseau de la SONEB sont répandus dans les zones urbaines, desservant les ménages non encore raccordés au réseau. Le ministère chargé de l'eau et la SONEB ont fixé un tarif spécial « pro-pauvre » pour la revente d'eau afin de réguler ce phénomène, en juillet 2009. La mise en œuvre est en cours en coopération avec les autorités locales.
Des intrusions d'eau salée ont été signalées près de Cotonou, où l'eau potable est prélevée.

### Traitement des eaux usées
Le traitement des eaux usées est extrêmement rare au Bénin. Dans la plupart des cas, les eaux usées ne sont même pas éliminées de manière appropriée. Selon une enquête sanitaire nationale réalisée en 2001, dans les villes de Cotonou, Parakou et Porto-Novo, seuls deux ménages sur 1 000 éliminent leurs eaux usées de manière correcte, la plupart d'entre eux les rejetant directement dans la nature ou dans des canalisations. Cela entraîne une pollution et peut provoquer des maladies d'origine hydrique comme le paludisme et la fièvre typhoïde.
Selon un article de 2004, cotonou est la seule ville du Bénin à disposer d'une station d'épuration des eaux usées en état de marche, où les boues des fosses septiques et des latrines sont traitées. Un autre article rapporte que la station d'épuration, exploitée par la Société industrielle d'équipement urbain et d'assainissement (SIBEAU), traite environ 240 à 300 m³ par jour. La société perçoit des tarifs pour le traitement des boues provenant des vidangeurs de fosses septiques. Les eaux usées subissent un traitement primaire et secondaire et sont ensuite déversées dans l'océan. En outre, certaines institutions locales comme un hôpital et des hôtels exploitent leurs propres installations de traitement des eaux.

## Ressources en eau

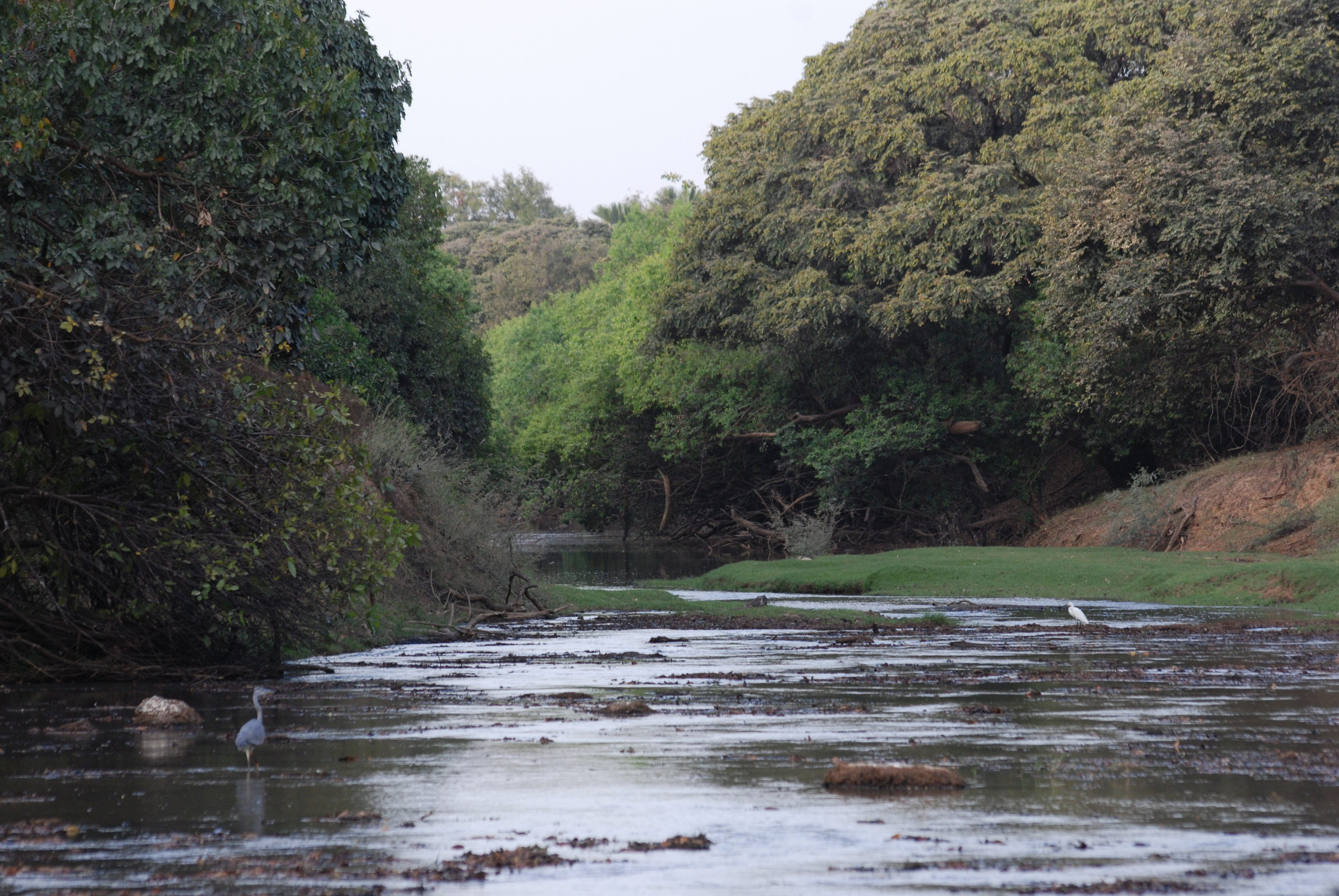
Rivière dans le Parc National de la Pendjari en saison sèche

On estime que les ressources en eau disponibles au Bénin sont suffisantes pour répondre à la demande actuelle et future, même si la consommation agricole et industrielle est incluse. L'utilisation actuelle de l'eau représente environ 1 % des ressources disponibles. La quantité totale de ressources en eau renouvelables dans le pays est estimée à 3.954 m³ par personne et par an, une quantité pour laquelle les pénuries d'eau ne se produisent qu'irrégulièrement ou localement selon une définition de Falkenmark et Widstrand. 2000 km² ou 1,8 % de la surface totale du Bénin (112.620 km²) sont couverts d'eau. Les précipitations sont en moyenne de 1 039 mm par an, mais varient considérablement selon les régions et les saisons.

## Consommation d'eau
Une étude publiée en 2005 indique une consommation moyenne de 17 litres par habitant et par jour (L/c/j) en milieu rural et de 29 L/c/j en ville. Les auteurs expliquent la très faible consommation d'eau dans les zones rurales avec un manque de sources d'eau, de longues distances entre les villages et les puits et des ressources limitées en saison sèche. Dans la périphérie des zones urbaines, ils ont trouvé des situations similaires à celles des zones rurales. Ils s'attendent à une augmentation de la demande en eau due à l'urbanisation et à l'augmentation du niveau de vie. L'Organisation des Nations unies pour l' alimentation et l'agriculture (FAO) indique qu'en 2001, 32 % du prélèvement total d'eau était utilisé à des fins domestiques, tandis que 45 % était utilisé pour l'agriculture et 23 % par l'industrie.

## Histoire et développements récents

### Histoire
Les zones rurales : Dans le cadre de la Décennie internationale de l'approvisionnement en eau potable et de l'assainissement des Nations unies (1981-1990), le Bénin a lancé une campagne et installé 5 350 points d'eau. Le résultat de ces efforts a révélé certaines faiblesses de la stratégie, à savoir: le manque de participation des usagers dans l'installation des points d'eau; le manque d'éducation à la santé et à l'hygiène; le manque d'investissements dans l'hygiène et l'assainissement; le manque d'inclusion de la communauté dans l'administration et le fonctionnement des points d'eau; et le faible taux de fonctionnement des points d'eau.
Ces efforts et investissements dans le secteur s'étant révélés peu durables, une nouvelle stratégie d'approvisionnement en eau et d'assainissement en milieu rural, répondant à la demande, a été élaborée avec l'aide de la Banque mondiale et adoptée en 1992. Cette stratégie repose sur les quatre principes suivants :
- décentralisation de la prise de décision ;
- contribution financière des communautés aux investissements initiaux (environ 3-10 % des coûts totaux) ;
- recherche de mesures de réduction des coûts concernant l'exploitation et la maintenance des installations ;
- privatisation des activités de construction et d'exploitation.

En outre, la stratégie contient deux autres principes de base, qui ne sont pas explicitement mentionnés en tant que tels :
- intégration de l'éducation à l'hygiène dans les programmes d'hydraulique rurale ;
- redéfinition du rôle de la Direction générale de l'eau (DGEau), qui devient le régulateur et le facilitateur du secteur.

La nouvelle stratégie a depuis été mise en œuvre à travers un certain nombre de projets appelés Programme d'Assistance au Développement du secteur de l'Eau et de l'Assainissement en Milieu Rural (PADEAR) avec l'aide forte de plusieurs partenaires au développement. La stratégie a été révisée en 2003 en tenant compte d'un nouveau cadre institutionnel, de la stratégie nationale de réduction de la pauvreté et des OMD, de l'appui de la délégation des travaux et d'une analyse du temps écoulé depuis l'application de la stratégie,.
En 1995, une politique nationale d'assainissement a été adoptée. Ses objectifs étaient similaires à ceux de la stratégie de 1992 pour l'approvisionnement en eau et l'assainissement en milieu rural.
Zones urbaines et périurbaines : Jusqu'en 2002, l'eau et l'électricité étaient toutes deux fournies par la Société béninoise d'électricité et d'eau. Par la suite, une grande partie du secteur de l'électricité a été privatisée, tandis que le secteur de l'eau urbaine est resté public et a été fourni par la Société nationale des eaux du Bénin (SONEB).

### Dernières stratégies nationales
Dans les zones urbaines et rurales, de nouvelles stratégies ont été adoptées entre 2005 et 2006 avec l'objectif l'atteinte des OMD relatifs à l'approvisionnement en eau d'ici 2015.
les zones rurales et semi-urbaines : La nouvelle stratégie pour la période de 2005 à 2015 s'inscrit dans la continuité de la stratégie nationale de 1992 et vise à atteindre les OMD. Ses principes sont similaires à ceux de la stratégie de 1992, mais adaptés aux cadres politiques et institutionnels modifiés. Comme la précédente, la stratégie est basée sur une approche répondant à la demande et comporte cinq principes:
- décentralisation du processus décisionnel vers les municipalités, qui agissent selon une approche à la demande ;
- participation des utilisateurs au financement, à l'exploitation et à la maintenance, y compris la réhabilitation des installations et les travaux de construction ;
- recherche pour trouver des moyens de réduire les tarifs de l'eau en tenant compte des technologies à faible coût ;
- privatisation de la construction, de l'exploitation, de la maintenance et de la médiation sociale avec un effort particulier de professionnalisation des opérateurs locaux du secteur ;
- renforcement de la décentralisation technique et administrative de l'administration centrale dans son rôle de régulateur sectoriel et établissement de relations fonctionnelles entre les structures communales décentralisées[23].

En mai 2004, l'appel à une Initiative Eau pour les zones semi-urbaines non couvertes par la SONEB voit le jour. L'initiative, qui n'a pas encore été mise en œuvre en 2006, vise à atteindre les OMD dans ces zones grâce à la construction de systèmes d'approvisionnement en eau en milieu rural dans environ 500 villes d'ici 2015.
Zones urbaines et périurbaines : La stratégie 2006-2015 pour l'approvisionnement en eau en milieu urbain, en plus d'atteindre les OMD d'ici 2015, a pour objectifs de faciliter la viabilité financière de l'approvisionnement public en eau et d'en assurer l'accès aux ménages les plus pauvres. La stratégie repose sur quatre principes :
- les acteurs impliqués jouent leurs rôles respectifs dans un cadre juridique et institutionnel cohérent ;
- l'atteinte des OMD repose sur un développement continu et harmonieux du secteur ;
- la pérennité du secteur s'appuie sur un approvisionnement public en eau économique et efficace ;
- l'accès à l'eau des personnes à faibles revenus est un impératif fondamental de la solidarité nationale[23].

Concernant l' assainissement, le Programme National d'Hygiène et d'Assainissement de Base couvre la période de 2004 à 2008. Il est divisé en trois sous-programmes :
- promotion de l'hygiène et de l'assainissement de base en milieu rural ;
- promotion de l'hygiène et de l'assainissement de base en milieu urbain ;
- appui institutionnel à la Direction de l'Hygiène et de l'Assainissement de Base (DHAB) relevant du Ministère de la Santé et de ses structures déconcentrées[8].

## Responsabilité de l'approvisionnement en eau et de l'assainissement

### Politique et réglementation

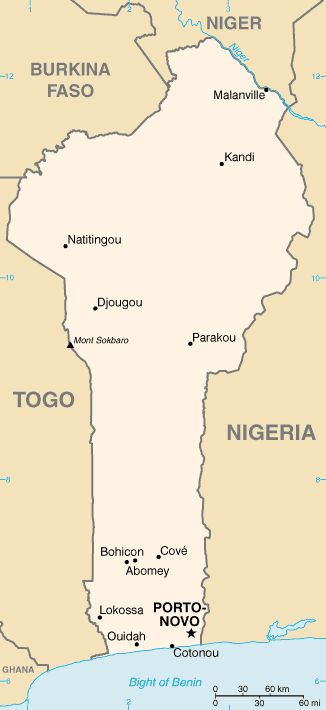
Carte du Bénin

Le ministère national de l'Énergie et de l'Eau définit les politiques générales du secteur de l'eau et supervise leur application. Les politiques nationales d'assainissement sont définies par la Direction de l'Hygiène et de l'Assainissement de Base (DHAB) relevant du Ministère de la Santé.
Le Bénin est actuellement en train de mettre en œuvre une politique de décentralisation, en vertu de laquelle l'approvisionnement en eau et l'assainissement deviennent la responsabilité des 77 communes, qui comptent entre 25 000 et 600 000 habitants. Chaque municipalité est dirigée par un conseil élu et un maire. Selon la loi n° 97-029 de 1999 portant organisation des communes, celles-ci ont l'entière responsabilité de fournir l'eau potable et l'assainissement. La loi prévoit également le droit des municipalités de demander une assistance technique au niveau national ou au secteur privé. En outre, le gouvernement national est responsable du transfert des ressources financières nécessaires à l'exécution des tâches aux municipalités.
Dans les zones rurales et semi-urbaines, la Direction générale de l'eau (DGEau) relevant du ministère de l'Énergie et de l'Eau est censée mettre en œuvre les politiques nationales, coordonner l'utilisation de l'eau à différentes fins et promouvoir la gestion intégrée des ressources en eau . Par ailleurs, la DGEAU a pour mission de constituer et maintenir une base de données sur les ressources en eau et leur mobilisation. Afin d'assurer la mise en œuvre des politiques nationales au niveau local, la DGEAU est représentée par 11 directions du Service de l'Eau et s'appuie sur 6 directions départementales du ministère de l'Energie et de l'Eau. Dans le cadre de la décentralisation, les responsabilités ont été transférées de la DGEAU vers ses directions locales.
Il n'existe pas d'agence indépendante de régulation économique du secteur de l'eau et de l'assainissement. La stratégie nationale de croissance pour la réduction de la pauvreté de 2007 appelle à la création d'une telle autorité.

### Prestation de services
Depuis le processus de décentralisation, les municipalités et leurs associations d'usagers de l'eau sont devenues responsables de l'exploitation et de l'entretien de l'approvisionnement en eau et de l'assainissement. Dans les zones rurales et semi-urbaines, elles reçoivent l'appui de la DGEau. Dans les zones urbaines et périurbaines, la Société nationale des eaux du Bénin (SONEB) a été chargée d'assurer l'approvisionnement en eau et le traitement des eaux usées en milieu urbain pour le compte des autorités locales. La SONEB a approvisionné 69 districts urbains en 2007. Quatre-vingts pour cent de la demande en eau urbaine est concentrée à Cotonou, Porto Novo, Parakou et Abomey/Bohicon. Comme la DGEau, la SONEB est placée sous la tutelle du Ministère de l'Energie et de l'Eau. C'est une entreprise publique, mais autonome dans la prise de décision et la gestion financière.
En ce qui concerne l'assainissement, l'Autorité pour l'hygiène et l'assainissement de base assure l'assainissement dans les lieux publics tels que les écoles et les centres de santé. L'autorité partage la responsabilité de l'assainissement avec la SONEB, les communautés et les départements du ministère de l'Environnement, du Logement et de l'Urbanisme et du ministère des Travaux publics et des Transports.

### Autres fonctions
Secteur privé : Dans les zones rurales, la participation du secteur privé est soutenue dans le cadre de la stratégie PADEAR. Par exemple, les sociétés de forage privées FORAG et FORATECH installent environ 1 000 nouveaux points d'eau par an et des opérateurs privés participent également aux activités d'entretien. En outre, des bureaux d'urbanisme privés préparent des études de faisabilité et supervisent la construction d'installations. Les artisans locaux prennent le relais,. En milieu urbain, aucune participation privée de la SONEB n'est prévue. Cependant, à Cotonou, la société privée SIBEAU exploite la seule station d'épuration du pays.
Organisations non gouvernementales : De nombreuses organisations non gouvernementales (ONG) sont actives au Bénin. Ils informent, conseillent et soutiennent généralement les communautés concernant leurs responsabilités en matière d'approvisionnement en eau.

## L'efficacité économique
L'efficacité économique de l'approvisionnement en eau peut être mesurée à l'aide de plusieurs indicateurs. Au Bénin cependant, l'accès aux données respectives, dans le cas où elles existent, est difficile. Cependant, un contrat cadre (contrat plan) pour la période 2008-2010 entre la SONEB et le Ministère charg" de l'eau a été signé en janvier 2008. Il contient un ensemble d'indicateurs permettant de mesurer la réalisation des objectifs de la stratégie de l'eau en milieu urbain adoptée en 2007. La SONEB documente ces réalisations dans la revue sectorielle annuelle.
Un indicateur établi est la part de l'eau non facturée (NRW), l'eau qui est produite mais non facturée pour plusieurs raisons telles que les fuites et les raccordements illégaux. Selon le ministère béninois du Développement économique et financier, le NRW de la SONEB était de 21 % en 2004. Bien qu'il n'y ait pas d'accord sur les niveaux appropriés d'ENC parmi les professionnels, Tynan et Kingdom proposent un objectif de meilleure pratique de 23 % dans les pays en développement. Selon les chiffres du ministère, la SONEB respecte cet objectif.

## Aspects financiers

### Tarifs et recouvrement des coûts

#### Zones urbaines et périurbaines
Une réforme tarifaire a été adoptée en juillet 2009, sur la base d'une étude tarifaire réalisée en 2006. Un tarif préférentiel de raccordement a été fixé à 50.000 CFA dans le système tarifaire. Il n'y a pas de distinction entre les différents types de consommateurs (résidentiels, commerciaux, industriels), mais deux tarifs forfaitaires en fonction de la quantité d'eau consommée.
Avant la réforme tarifaire, 0,41 USD par m³ sans taxes supplémentaires étaient facturés pour les cinq premiers m³. Pour une consommation supérieure à cinq m³, le tarif était de 1,03 $US taxes comprises par m³. La structure tarifaire était active depuis 2002. De plus, un tarif fixe de 0,99 $ US pour l'entretien d'un compteur d'eau est ajouté,. Selon une thèse, les tarifs couvrent la plupart des coûts d'investissement et tous les coûts d'exploitation. En 2004, les revenus générés par les ventes d'eau s'élevaient à 16,7 millions de dollars américains,.

#### Zones rurales et semi-urbaines
Là où les AUE exploitent et entretiennent les services, elles sont censées supporter les coûts de ces tâches. Selon l' Agence danoise de développement international (DANIDA), la vente d'eau peut être très rentable et couvrir les coûts d'exploitation et d'entretien. La consommation d'eau est généralement facturée dans le cas des systèmes d'approvisionnement en eau en milieu rural existants. Les tarifs de facturation sont moins courants si des puits ou des pompes manuelles sont utilisés. Une étude de la Banque mondiale de 2004 suppose un tarif moyen de l'eau en milieu rural de 1,04 USD (500 CFA) par m³ et conclut également que ce tarif couvre généralement les coûts d'exploitation et d'entretien, y compris le remplacement. L'étude mentionne également que dans la plupart des cas, l'eau potable n'est utilisée que pour la cuisine et la boisson et que des sources alternatives sont utilisées pour d'autres besoins. Il suppose une consommation moyenne de seulement 5 L/p/j provenant de sources améliorées. Par conséquent, les tarifs de l'eau sont abordables pour la plupart des ménages.

### Investissement et financement
Des investissements substantiels dans le secteur de l'eau du pays ont été réalisés depuis les années 1980. Les investissements dans l'assainissement ont commencé beaucoup plus tard et ont été plus faibles. Malgré cela, il n'y a pas eu d'examen des investissements du secteur jusqu'en 2004.
Depuis 2002, les ressources financières allouées au Ministère de l’énergie et de l'eau suivent un budget programme triennal, privilégiant une unification de l'ensemble des financements (coûts de fonctionnement et d'investissement) et une meilleure réplicabilité des dépenses et de leurs impacts.
Il est difficile d'établir une analyse complète des dépenses publiques dans le secteur de l'eau. Les chiffres suivants proviennent d'une étude de la Banque mondiale de 2004, qui utilise plusieurs documents budgétaires. Seules les dépenses de la DGEau étant présentées, les investissements en milieu urbain ne sont pas pris en compte.
| Budget exécuté de la DGEAu selon la source de financement en millions de dollars US | Budget exécuté de la DGEAu selon la source de financement en millions de dollars US | Budget exécuté de la DGEAu selon la source de financement en millions de dollars US | Budget exécuté de la DGEAu selon la source de financement en millions de dollars US | Budget exécuté de la DGEAu selon la source de financement en millions de dollars US | Budget exécuté de la DGEAu selon la source de financement en millions de dollars US | Budget exécuté de la DGEAu selon la source de financement en millions de dollars US |
|                                                                                     | 1997                                                                                | 1998                                                                                | 1999                                                                                | 2000                                                                                | 2001                                                                                | 2002                                                                                |
| ----------------------------------------------------------------------------------- | ----------------------------------------------------------------------------------- | ----------------------------------------------------------------------------------- | ----------------------------------------------------------------------------------- | ----------------------------------------------------------------------------------- | ----------------------------------------------------------------------------------- | ----------------------------------------------------------------------------------- |
| Domestique                                                                          | 1.01                                                                                | 0,88                                                                                | 0,87                                                                                | 0,86                                                                                | 0,87                                                                                | 2.17                                                                                |
| Externe                                                                             | 10.86                                                                               | 10.34                                                                               | 6.32                                                                                | 8,59                                                                                | 6.08                                                                                | 6h40                                                                                |
| Total                                                                               | 11.87                                                                               | 11.22                                                                               | 7.19                                                                                | 9h45                                                                                | 6,96                                                                                | 8.57                                                                                |

La part du financement national est passée de 9 % en 1997 à 25 % en 2002. Cependant, le secteur dépend encore fortement des financements extérieurs. Les dépenses globales sont passées de 11,87 millions de dollars EU en 1997 à 8,57 millions de dollars EU en 2002. La part des dépenses publiques totales dans le secteur variait entre 1,2 et 3,5 %.
Le ministère du Développement économique et financier a signalé en 2006 qu'il n'existait pas de mécanisme approprié pour le développement de l'approvisionnement en eau en milieu urbain. L'appui extérieur est indispensable à la mise en œuvre des programmes d'investissement.
En 2009, le ministère de l'Énergie et de l'Eau et la SONEB ont signalé que la corruption constituait une énorme menace pour le développement du secteur. Les ressources financières disparaissent souvent dans les poches des politiciens et des entrepreneurs. Les contrats de construction incluent souvent des coûts gonflés. Surtout dans les zones rurales, la corruption des fonctionnaires locaux est une pratique courante pour assurer l'approvisionnement en eau.

#### Financer les dernières stratégies nationales

##### Zones rurales et semi-urbaines
Les ressources financières nécessaires pour atteindre les OMD dans les zones rurales et semi-urbaines de 2006 à 2015 ont été estimées à environ 396 millions de dollars US (189 milliards de FCFA) soit 40 millions de dollars US par an. Le ministère du Développement économique et financier conclut que les OMD ne seront pas atteints si les dépenses pour le secteur continuent dans les mêmes montants que dans les années 2002 à 2005. Cependant, si toutes les ressources disponibles sont mobilisées, le Bénin pourra atteindre les OMD concernant l'hydraulique rurale.

##### Zones urbaines et périurbaines
Les ressources financières nécessaires pour financer la réalisation des OMD dans les zones urbaines et périurbaines ont été estimées à environ 400 millions de dollars US (191 milliards de FCFA) soit 40 millions de dollars US par an de 2006 à 2015,. La mise en œuvre de la stratégie 2006-2015 pour atteindre les OMD en milieu urbain devrait être financée par l'Etat national, les municipalités, les partenaires au développement, les institutions financières et la SONEB. Pour les petits et moyens systèmes d'eau, le financement sera assuré par les municipalités, par l'État central à travers les budgets publics et par les partenaires au développement. Les grands systèmes seront financés par l'État national, les municipalités, les banques de développement et les agences de développement par le biais de crédits et de prêts. Les zones périurbaines et les personnes à faibles revenus recevront des subventions et des dons avec l'aide des partenaires au développement.
La SONEB financera les investissements d'entretien et de réhabilitation des installations électromécaniques sur ses propres ressources financières. Ainsi, il est prévu d'améliorer l'autofinancement de la SONEB à travers une tarification appropriée et d'autres mesures.

##### Assainissement
Afin d'atteindre les OMD concernant l'assainissement, le ministère du Développement économique et financier estime que 218 millions de dollars US (104 milliards de francs CFA) ou 22 millions de dollars US par an seront nécessaires de 2006 à 2015,.

#### Partenariat public-privé avec de petits fournisseurs d'eau dans les zones rurales
L'un des principaux défis auxquels sont confrontées les autorités chargées de l'eau est de savoir comment gérer leurs obligations de prestation de services aux communautés rurales. Même dans les secteurs décentralisés, les autorités de l'eau peuvent avoir du mal à fournir des services aux communautés rurales éloignées. Le Bénin a décentralisé ses services d'eau en 1999 et la propriété des actifs et la responsabilité de l'approvisionnement en eau ont été transférées aux « communes » (districts). La Direction Générale d'Eau a élaboré un Guide à l'usage des communes pour le développement des services d'eau en milieu rural et une suite de documents contractuels et d'appel d'offres à utiliser dans les différents contextes abordés dans ce guide. Le cadre légal prévoit que lorsqu'il existe un poste d'eau avec ou sans réseau raccordé, les communes doivent déléguer la fourniture d'eau à un fournisseur de services d'eau ou à l'association des usagers de l'eau.

## Coopération externe
La stratégie de réponse à la demande de 1992 pour l'approvisionnement en eau et l'assainissement en milieu rural (voir ci-dessus) est mise en œuvre depuis 1993 avec la forte aide de partenaires extérieurs au développement dans plusieurs départements . Les différents programmes sont résumés dans le Programme d'Assistance au Développement du Secteur de l'Eau Potable et de l'Assainissement en Milieu Rural (PADEAR).

### Agence danoise de développement international (DANIDA)
DANIDA a été le premier partenaire au développement qui, avec la Banque mondiale, a financé la mise en œuvre de la stratégie de 1992 dans les départements du Zou et de l' Atlantique en 1993. Cinq ans plus tard, le PADEAR financé par DANIDA démarre dans les départements de l'Alibori et du Borgou.
La deuxième phase du programme d'appui au secteur de l'eau et de l'assainissement a débuté en 2005 et devait se terminer en 2010. L'objectif du programme est de réduire la pauvreté dans les zones rurales et semi-urbaines grâce à l'amélioration de la couverture de l'approvisionnement en eau, la promotion de l'hygiène et de l'assainissement de base et l'utilisation durable des ressources en eau. Le programme comprend les cinq composantes appui budgétaire sectoriel, appui institutionnel, approvisionnement en eau et éducation à l'hygiène, assainissement et appui au secteur privé. Le budget total est d'environ 65 millions de dollars (306,4 millions de DKK ),.

### Agence Française de Développement
L'Agence française de développement (AFD) contribue pour environ 22 millions de dollars (13,8 millions d'euros) au budget programme 2005-2008, qui vise à lutter contre la pauvreté et à assurer un meilleur accès à l'eau et à l'assainissement. Outre une contribution au budget programme du Département des Collines, l'appui au programme comprend un volet d'appui à la méthodologie des budgets programmes par objectifs (BPO) et de décentralisation, entre autres, et un autre volet d'aide à la définition d'une politique d'administration pérenne des systèmes d'approvisionnement en eau en milieu rural.

### Allemagne
Les partenaires au développement allemands Deutsche Gesellschaft für Technische Zusammenarbeit (GTZ) et la Banque allemande de développement (KfW) ont financé le PADEAR dans les départements de l' Ouémé et du Mono en 1996. Depuis 2001, elles ont également financé le PADEAR dans cinq communes du département de l'Atacora et deux communes du département de la Donga. En outre, la coopération allemande au développement soutient l'approvisionnement en eau en milieu urbain à travers la SONEB et ses antennes régionales.

### Les Pays-Bas
Grâce au soutien des Pays-Bas, plus de 300 000 personnes ont pu bénéficier de nouveaux points d'eau. De 2007 à 2011, les Pays-Bas financent un programme d'amélioration de l'approvisionnement en eau et de l'assainissement en milieu rural. Le gouvernement national du Bénin a également reçu des fonds pour la mise en œuvre d'une campagne de lavage des mains. En outre, la mise en œuvre progressive de la décentralisation vers les institutions locales et les municipalités est soutenue.

### Banque mondiale
Depuis 2003, la Banque mondiale soutient la République du Bénin à travers des Crédits d'Appui à la Réduction de la Pauvreté (PRSC). Le premier (2004-2005) et le deuxième (2005-2006) PRSC, qui ont fourni ensemble 50 millions de dollars, ont tous deux été conçus pour aider à la mise en œuvre du Document de stratégie de réduction de la pauvreté de 2002 et comprenaient un soutien à l'amélioration de l'approvisionnement en eau,.

#### Deuxième gestion décentralisée de la ville
En collaboration avec l'Agence française de développement, la Banque mondiale contribue au programme Deuxième gestion décentralisée de la ville, qui a débuté en 2005 et devrait se terminer en 2010. L'objectif du programme est d'accroître l'accès aux infrastructures et aux services de base dans les villes béninoises de Cotonou, Porto-Novo, Parakou, Abomey-Calavi, Kandi et Lokossa. Dans le cadre du programme, les infrastructures de base, y compris les égouts, sont réhabilitées et/ou construites. La participation et l'intégration communautaires sont soutenues, en particulier dans les quartiers pauvres.

#### Programme Eau et Assainissement
Le programme Eau et Assainissement (WSP) du partenariat multi-donateurs de la Banque mondiale est actif au Bénin et a établi une présence dans le pays en 2004. Les activités portent sur la mise en œuvre d'une stratégie pour atteindre les OMD, en particulier en milieu rural, où le WSP appuie l'élaboration et la mise en œuvre d'un plan d'action de communication et d'un projet pilote de maintenance. En collaboration avec d'autres partenaires au développement, le WSP cherche à mettre en place une stratégie d'approvisionnement en eau et d'assainissement en milieu urbain. De plus, le WSP aide à développer une initiative nationale de lavage des mains. Le WSP travaille en partenariat étroit avec l'Unité Eau et Urbaine - Afrique de l'Ouest de la Banque mondiale et les agences nationales de développement.